# Kyrkostämma
Kyrkostämman är beslutande organ i Hovförsamlingen i Svenska kyrkan. Till kyrkostämman kallas alla församlingens medlemmar som har rösträtt.
Från 1862 och fram till och med den mandatperiod som avslutades den 31 december 2009 var det möjligt för små församlingar (med under 500 medlemmar) i Svenska kyrkan och som ingick i en kyrklig samfällighet att ha kyrkostämma som beslutande organ. Från och med mandatperioden 2010–2013 måste alla församlingar hålla val till kyrkofullmäktige. Beslut om förändringen fattades av 2007 års kyrkomöte.
Före 1997 var det även möjligt för Svenska kyrkans icke-territoriella församlingar att ha kyrkostämma även om de hade fler än 500 medlemmar. Kyrkostämman kunde också besluta att det vid nästa direkta kyrkliga val skulle väljas ett kyrkofullmäktige som övertar stämmans uppgifter, och tvärtom för församlingar med färre än 500 kyrkotillhöriga där det fanns kyrkofullmäktige. För församlingar som ingick i kyrklig samfällighet (vilket var väldigt vanligt bland så små församlingar) brukade kyrkostämman hållas samma dag som kyrkovaldagen.

### Fotnoter
1. ↑  Inger Hammar (19 september 2009). ”Kyrkovalets ABC”. Hela Gotland. http://www.helagotland.se/start/kyrkovalets-abc-5521630.aspx. Läst 16 december 2016.